# Lissonota ustulata
Lissonota ustulata là một loài tò vò trong họ Ichneumonidae.